# Jesús Alberto Benedé
Jesús Alberto Benedé Oróñez (Saragozza, 5 aprile 1958) è un ex calciatore spagnolo, di ruolo difensore.

## Carriera
Giocò nella Liga spagnola con il Real Saragozza e il Salamanca UDS.
Partecipò al Campionato mondiale di calcio Under-20 1977 in Tunisia con la nazionale spagnola Under-20 allenata da Chus Pereda.